# Municipio de Liberty (condado de Henry, Indiana)
El municipio de Liberty (en inglés: Liberty Township) es un municipio ubicado en el condado de Henry en el estado estadounidense de Indiana. En el año 2010 tenía una población de 1455 habitantes y una densidad poblacional de 13,76 personas por km².

## Geografía
El municipio de Liberty se encuentra ubicado en las coordenadas 39°54′58″N 85°15′46″O / 39.91611, -85.26278. Según la Oficina del Censo de los Estados Unidos, el municipio tiene una superficie total de 105.75 km², de la cual 105,63 km² corresponden a tierra firme y (0,11 %) 0,12 km² es agua.

## Demografía
Según el censo de 2010, había 1455 personas residiendo en el municipio de Liberty. La densidad de población era de 13,76 hab./km². De los 1455 habitantes, el municipio de Liberty estaba compuesto por el 98,01 % blancos, el 0,07 % eran afroamericanos, el 0,41 % eran asiáticos y el 1,51 % eran de una mezcla de razas. Del total de la población el 0,07 % eran hispanos o latinos de cualquier raza.